# Peter Woodcock
Peter Woodcock, noto anche come David Michael Krueger (Peterborough, 5 marzo 1939 – Penetanguishene, 5 marzo 2010), è stato un serial killer canadese.
Ha guadagnato notorietà per gli omicidi di tre bambini piccoli a Toronto alla fine degli anni cinquanta, nonché per un omicidio nel 1991 nel suo primo giorno di rilascio senza supervisione dall'istituto psichiatrico in cui era stato incarcerato per i suoi precedenti crimini.
Visse in numerose famiglie affidatarie da bambino e mostrò i segni di un grave trauma emotivo quando trovò una casa permanente all'età di 3 anni. Incapace di adattarsi alle relazioni sociali, fu bullizzato dai suoi coetanei. Vagava spesso da casa sua a piedi, in bicicletta o in treno verso Toronto, dove molestava dozzine di bambini arrivando a ucciderne tre. Dichiarato non colpevole dei suoi crimini per infermità mentale, fu mandato in un istituto psichiatrico. Gli psichiatri lo inserirono in programmi di trattamento sperimentale per trattare la psicopatia, che si rivelarono inefficaci quando uccise un altro paziente nel 1991; dopo la sua morte nel 2010, è stato descritto dal Toronto Star come "il serial killer che non poterono curare".

## Biografia

### Primi anni
Peter Woodcock nacque a Peterborough, in Ontario, da un'operaia diciassettenne, Waita Woodcock, la quale lo diede in adozione dopo averlo allattato per un mese. I registri dell'agenzia di adozione riportano che il neonato Peter dimostrava problemi di alimentazione e piangeva costantemente. Da bambino fu mandato in varie famiglie affidatarie, essendo incapace di legare con i suoi genitori adottivi. Dopo il suo primo compleanno, divenne terrorizzato da chiunque si avvicinasse a lui e il suo linguaggio venne descritto come insolito, tanto da essere paragonato a “strani lamenti animali”. Venne abusato fisicamente da almeno uno dei suoi primi genitori adottivi, in quanto a due anni dovette ricevere cure mediche al collo in seguito a un pestaggio. Venne messo in una casa stabile all’età di tre anni sotto le cure di Frank e Susan Maynard, una coppia di classe medio-alta con già un figlio. Susan Maynard, descritta come una "donna energica con un esagerato senso del decoro", si affezionò particolarmente al bambino, nonostante il suo comportamento disadattato lo portasse a reagire malamente se qualcuno gli si avvicinava. A cinque anni Woodcock continuava ad avere problemi sociali e divenne il bersaglio dei bulli del quartiere.
Preoccupati per il fragile stato emotivo del bambino, Frank e Susan Maynard lo portarono regolarmente all'ospedale per bambini malati di Toronto, dove Woodcock ricevette cure approfondite. Fu mandato in una scuola privata, ma non riuscì comunque a fare amicizia o interagire con successo con i suoi coetanei e rimase isolato. All'età di 11 anni fu descritto come un "ragazzino arrabbiato".
I primi segni degli impulsi violenti di Woodcock si manifestarono fin dall’infanzia: in un’occasione, mentre camminava vicino alla mostra nazionale canadese con un assistente sociale, il bambino disse di “desiderare che una bomba cadesse sulla mostra e uccidesse tutti i bambini”. Woodcock venne mandato in una scuola per bambini con disturbi emotivi a Kingston, nell’Ontario, dove iniziò ad agire guidato dai suoi forti impulsi sessuali verso gli altri bambini; affermò che, a tredici anni, ebbe un rapporto consensuale con una dodicenne. A quindici anni fu dimesso dalla scuola e tornò a vivere con i suoi genitori adottivi, venendo presto iscritto nuovamente alla scuola privata originaria senza però riuscire comunque a relazionarsi con i suoi coetanei. A sedici anni venne spostato a un liceo pubblico, dove i ragazzi del quartiere lo riconobbero e ripresero a bullizzarlo, portando quindi al suo trasferimento a una nuova scuola privata dopo sei settimane. I suoi compagni lo evitavano, mentre i suoi insegnanti lo ricordarono in seguito come uno studente molto brillante, che eccelleva in scienze, storia e inglese e che spesso otteneva il massimo dei voti.

### Primi crimini
Il bene più prezioso di Woodcock era una bicicletta Schwinn bianca e rossa, su cui si spostava in modo quasi ossessivo fino ai confini di Toronto anche durante l’inverno. Sviluppò strane fantasie in cui guidava una banda di 500 ragazzi invisibili in bicicletta chiamata “Winchester Heights Gang”; i suoi genitori ne erano a conoscenza, ma non sapevano che il ragazzo aveva iniziato a muoversi per Toronto e ad aggredire sessualmente i bambini.

#### Assassinio di Wayne Mallette
Il 15 settembre 1956, quando Woodcock aveva diciassette anni, si stava spostando in bici intorno ai terreni dell’Exhibition Place quando si imbatté nel settenne Wayne Mallette. Attirò il bambino in un posto isolato e lo strangolò a morte. Il corpo fu ritrovato nelle prime ore del 16 settembre; sembrava che fosse stato spogliato e poi rivestito, il viso era premuto a terra e sul polpaccio e sulla natica c’erano segni di morsi, nonostante non ci fossero segni di violenza sessuale. Attorno al cadavere furono ritrovati dei penny e delle feci appartenenti a Woodcock.
Inizialmente la polizia di Toronto arrestò e interrogò un altro ragazzo, Ron Moffatt, che allora aveva quattordici anni. Attraverso implacabili interrogatori riuscirono a estorcergli una confessione, nonostante dei testimoni avessero confermato la presenza del ragazzo in un cinema prima e dopo l’omicidio. Moffatt fu dichiarato colpevole e condannato al carcere minorile; non venne rilasciato neppure quando la polizia successivamente riconobbe che a Toronto c’era un predatore seriale. In seguito all’arresto di Woodcock, quest’ultimo fu chiamato come testimone della difesa di Moffatt: l’accusa di omicidio ingiusta fu sospesa nel 1957 e il ragazzo venne rilasciato dalla custodia. Nate Hendley ha pubblicato nel 2018 un resoconto dell’esperienza di Moffatt, The boy on the Bicycle. 

#### Assassinio di Gary Morris
Il 6 ottobre 1956, Woodcock stava andando in bicicletta per Cabbagetown e incontrò Gary Morris, un bambino di nove anni. Lo condusse a Cherry Beach, lo strangolò e lo picchiò a morte; un medico legale dichiarò che la causa del decesso fu una lesione al fegato. Sul cadavere c’era un morso sulla gola e attorno al cadavere erano state posizionate delle graffette in modo apparentemente ritualistico. Anche in questo caso la vittima era stata spogliata e rivestita.

#### Assassinio di Carole Voyce
Il 19 gennaio 1957, Woodcock stava girando nuovamente in bicicletta e offrì un passaggio a Carole Voyce, di quattro anni. Dopo averla portata sotto il viadotto di Bloor, la uccise. I suoi vestiti furono ritrovati strappati; venne strangolata fino a perdere i sensi, poi molestata sessualmente. Pare che il decesso sia stato causato da un ramo forzato nella sua vagina.

### Arresto e processo
Dei testimoni affermarono di aver visto un adolescente allontanarsi in bicicletta dalla scena del crimine della Voyce e fu creato un identikit in base alle descrizioni. Il disegno apparve sulla prima pagina del Toronto Star e portò all’arresto di Woodcock il 21 gennaio 1957, con la conseguente confessione di tutti e tre gli omicidi. Ricordando il suo arresto, disse di avere principalmente paura che sua madre venisse a saperlo, perché non sapeva se la polizia gli avrebbe permesso di rimanere con lei. 
Woodcock venne processato solo per l’omicidio della Voyce. L’11 aprile 1957, dopo un processo di quattro giorni, fu dichiarato non colpevole per infermità mentale e inviato in un ospedale psichiatrico di massima sicurezza a Penetanguishene, nell’Ontario.

### Detenzione
A Woodcock venne diagnosticata la psicopatia. Fu sottoposto a varie forme di terapia psichiatrica, inclusi trattamenti con LSD (popolari negli Anni Sessanta). Gli furono somministrati anche altri farmaci quali scopolamina, amobarbital, metedrina e dexamyl; fu sottoposto alla “diade”, una terapia di frammentazione della personalità. Woodcock non reagì bene ai trattamenti e si dimostrò un paziente problematico: svolgeva atti sessuali coercitivi e sfruttò i suoi compagni di reclusione approfittando del fatto che spesso avevano problemi psichiatrici più gravi o erano meno intelligenti di lui, convincendoli di avere contatti con una banda immaginaria chiamata “la Fratellanza” all’esterno e che, per essere iniziati, dovessero fargli sesso orale e regalargli sigarette.
Woodcock venne successivamente trasferito in istituti meno restrittivi fino ad arrivare all’ospedale psichiatrico di Brockville. Qui il personale assecondò la sua passione per i treni portandolo al Museo ferroviario dell'Ontario orientale e persino a vedere Il silenzio degli innocenti. Nello stesso periodo, Woodcock cambiò legalmente il suo nome in David Michael Krueger e intraprese una relazione con Bruce Hamill, un killer dell’Ottawa che era stato rilasciato dall’Oak Ridge e lavorava come guardia di sicurezza presso il tribunale di Ottawa. Krueger convinse Hamill che una confraternita aliena avrebbe risolto i suoi problemi se lo avesse aiutato a uccidere un altro detenuto di Brockville, Dennis Kerr.

### Omicidio di Dennis Kerr
Il 13 luglio 1991, Bruce Hamill andò in un negozio di ferramenta per acquistare una chiave inglese, un’accetta, coltelli e un sacco a pelo, dopodiché andò all’ospedale di Borckville e firmò per concedere al 52enne Krueger un giorno di uscita; era il suo primo rilascio senza supervisione in 34 anni. Entro un’ora, Krueger organizzò un incontro con Dennis Kerr in un bosco e, al suo arrivo, lo colpì alla testa con una chiave, picchiandolo con essa fino a fargli perdere i sensi. Successivamente Krueger e Hamill recuperarono l’ascia e il coltello che avevano nascosto nei cespugli e colpirono ripetutamente l’uomo mutilandogli il corpo, quasi recidendogli la testa e sodomizzando il cadavere. Subito dopo, Krueger si recò in una stazione di polizia a due miglia di distanza e si consegnò.

### Morte
Per l’omicidio di Dennis Kerr, Krueger venne trasferito nuovamente alla divisione per malati mentali dell’Oak Ridge dove aveva trascorso la maggior parte dei precedenti 34 anni. Successivamente gli dedicarono una biografia e diversi film documentari; lui cercò di rimando di spiegare il motivo delle sue azioni criminali, senza riuscire a trovare ragioni razionali. Morì il giorno del suo 71º compleanno, il 5 marzo 2010, per cause naturali.